# Chapelle Notre-Dame-de-la-Visitation de Piène-Haute
La chapelle Notre-Dame-de-la-Visitation, ou chapelle des Pénitents-Blancs, est une chapelle située à Piène-Haute sur le territoire de la commune de Breil-sur-Roya dans le département français des Alpes-Maritimes. 
La chapelle est gérée par l'association de la confrérie des Pénitents blancs de Piène-Haute, sous le titre de la Visitation. La patronne de la confrérie est sainte Élisabeth.

## Historique
La petite chapelle de la Visitation, ou chapelle des Pénitents-Blancs, date du XVIIe siècle ou plutôt du XIXe siècle selon les Monuments historiques.
Cette chapelle fait l’objet d’une inscription au titre des monuments historiques depuis le 7 avril 1992.

## Description
Enserrée entre plusieurs maisons, la chapelle est construite selon un plan rectangulaire, avec un chevet plat. Sa façade est surmontée d'un fronton triangulaire. L'intérieur comporte une simple nef et un chœur surmonté d'une voûte principale entourée de voûtins. L'ensemble est peint de décors néogothiques, du milieu du XIXe siècle,,. 